# Li Auto L8
Li L8 (кит. 理想L8; піньїнь: Lǐxiǎng L8; букв. «ідеальний L8») — це розкішний середньорозмірний кросовер-позашляховик із подовженим запасом ходу, вироблений китайським виробником Li Auto. Це третій автомобіль від виробника, а також друга модель серії L, яка також включає аналогічні L9, L7 та L6.

## Історія

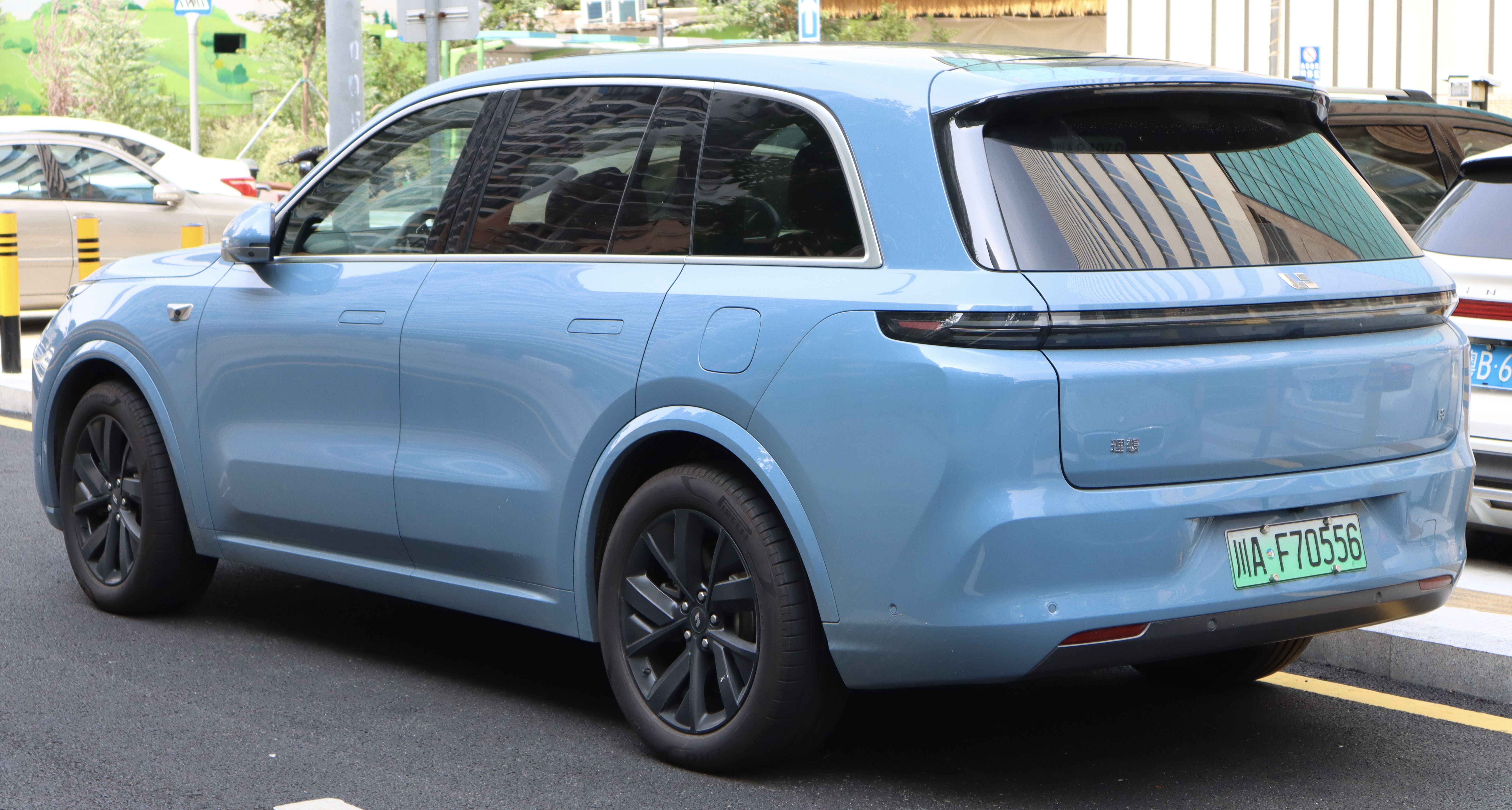
Li Auto L8

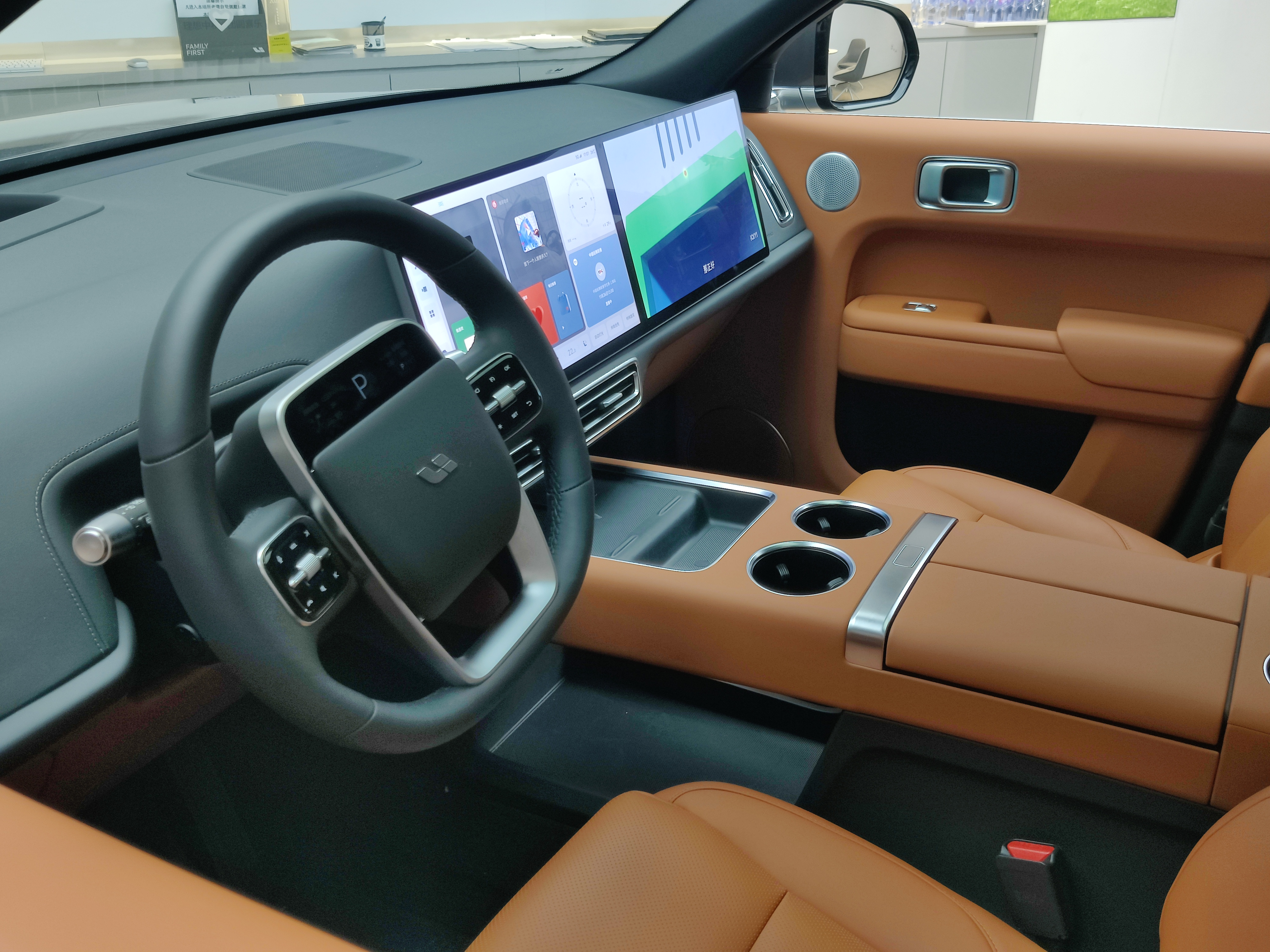

Після трьох років присутності на китайському ринку, Li One було знято з виробництва у жовтні 2022 року, щоб звільнити місце для його заміни, Li L8. Li L8 був представлений у вересні 2022 року на онлайн-заході з презентації продукту. Перші автомобілі були доставлені до Китаю з кінця 2022 року. Він має спільну більшість своїх характеристик з наступною моделлю в лінійці Li Auto, трохи меншим 5-місним Li L7. Технічні характеристики L7 абсолютно ідентичні за зовнішніми розмірами.

## Технічні характеристики
Автомобіль Li Auto L8 позиціонується як гібридний автомобіль із двома електродвигунами потужністю 174-268 к.с. Додатково встановлюється чотирициліндровий бензиновий двигун внутрішнього згоряння об'ємом 1,5 літра L2E15M I4 turbo. Сумарна потужність 450 к.с.
За циклом WLTC запас ходу становить 700 км. До 80% автомобіль заряджається за 30 хвилин. У автомобіль впроваджено систему AD MAX, яку пізніше почали встановлювати на Li Auto L7. При напрузі 200 вольт повна зарядка забирає 6,5 години. Об'єм акумулятора 40,9 кВт⋅год.

## Продажі
| рік  | Китай   |
| ---- | ------- |
| 2022 | 15,482  |
| 2023 | 117,990 |
| 2024 | 77,623  |